# 5446 Heyler
5446 Heyler este un asteroid din centura principală de asteroizi.

## Descriere
5446 Heyler este un asteroid din centura principală de asteroizi. A fost descoperit pe 5 august 1991 la Observatorul Palomar de Henry E. Holt. El prezintă o orbită caracterizată de o semiaxă mare de 3,22 ua, o excentricitate de 0,13 și o înclinație de 2,4° în raport cu ecliptica.